# Joris Delle
Joris Delle (Briey, 29 marzo 1990) è un calciatore francese, portiere dell'Uckange.